# Partula bilineata
Partula bilineata foi uma espécie de gastrópodes da família Partulidae.
Foi endémica da Polinésia Francesa.